# Funivia San Vigilio
La funivia San Vigilio (Seilbahn Vigiljoch) è un impianto a fune che collega Lana al monte San Vigilio, in Alto Adige, in Italia.

## Storia

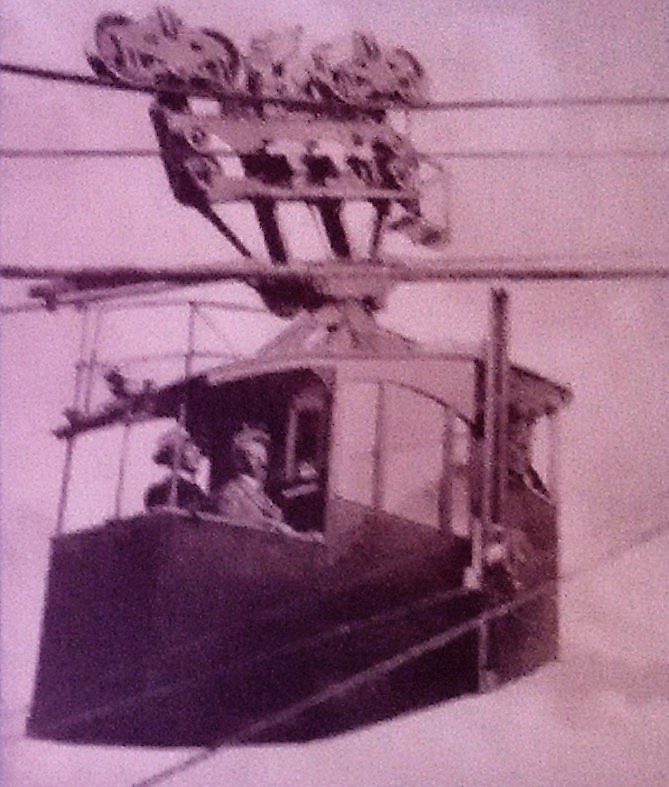
Cartolina della vecchia funivia

All'inizio del XX secolo il circondario di Lana stava diventando una meta turistica importante. In particolare il monte San Vigilio era un luogo di rilassamento dove si trovavano anche le seconde case delle famiglie più abbienti. Fino ad allora l'unico modo per raggiungerlo era costituito da sentieri e strade di montagna, chiaramente incompatibili con lo sviluppo di un turismo di massa.
Verso il 1909 si decise di creare un collegamento più veloce e comodo con il monte e le principali proposte presentate furono due: una ferrovia a cremagliera da Merano al monte passando per Marlengo e una funivia da Lana.
Il collegamento a cremagliera era sponsorizzato dalla Etschwerke di Oskar von Miller, società che produceva energia elettrica e possedeva una centrale idroelettrica a Tel, frazione di Parcines, dal 1898. Con questo progetto l'Etschwerke pensava di sfruttare la ferrovia come cliente della sua elettricità, e iniziò anche ad acquistare terreni per l'opera. I costi di un simile impianto si rivelarono però subito troppo elevati, e quindi questa proposta ebbe vita breve.
La funivia era molto più economica, ma poneva comunque dei problemi tecnici importanti come l'elevato dislivello previsto.
Alla fine prevalse quest'ultima proposta che fu affidata a Emil Strub (già progettista della funicolare della Mendola e funicolare del Virgolo) per la progettazione e alla ditta Cerretti & Tanfani per la costruzione. Un progetto alternativo dell'Ing. Luis Zuegg di Lana, che si era distinto per la realizzazione della tranvia Lana-Merano, fu bocciato.
I lavori iniziarono nel 1909 ma poco tempo dopo Emil Strub morì, lasciando a metà l'opera che fu affidata dapprima all'ing. Walter Conrad di Vienna e poi allo stesso giovane Luis Zuegg. La funivia deve anche dire grazie all'officina funiviaria Ceretti & Tanfani.
Il 31 agosto 1912 la funivia fu inaugurata. Era molto diversa rispetto all'impianto attuale: c'era una stazione intermedia a 861 metri e aveva 40 piloni, a causa della scarsa tensione delle funi, per un dislivello totale di 1.153 metri.
La gestione delle funivia proseguì senza grossi intoppi fino al secondo dopoguerra, quando ormai l'impianto era da considerarsi antiquato. Nel 1953 si operò quindi un risanamento totale su progetto nuovamente di Luis Zuegg: la stazione intermedia fu abbattuta e, grazie ai nuovi progressi tecnologici a cui lui stesso aveva contribuito, i 40 piloni metallici furono sostituiti da solo 6 in calcestruzzo. Le cabine furono sostituite da altre più capienti e moderne; dapprima 4 cabine in grado di trasportare 15 passeggeri e in seguito 2 da 25 posti. Anche le stazioni a monte e a valle furono ristrutturate ma mantennero l'aspetto originario.
Nel 2008 l'impianto subì una nuova ristrutturazione, meno estesa della precedente, per adattarlo alle nuove esigenze e normative. Le funi e carrucole sui piloni sono state sostituite, così come le cabine, rimpiazzate da nuove con vetrate panoramiche. Le stazioni a monte e a valle sono state ristrutturate rendendole più accessibili internamente e permettendo un controllo remoto completo dalla stazione a monte, con l'eliminazione del conduttore nelle cabine e l'automatizzazione completa della stazione a valle. Una delle vecchie cabine è stata trasformata in un monumento vicino alla stazione a valle. Salendo con la funivia sono ancora molto visibili i basamenti di alcuni dei vecchi piloni.

## Caratteristiche tecniche
La stazione a valle della funivia si trova ad un'altezza di 328 m mentre quella a monte, dove è posizionato il motore, si trova a 1481 m. La lunghezza è di 2261 m mentre la pendenza media è del 57,71%. Le cabine hanno una portata massima di 25 persone, mentre la velocità massima è di 8 m/s. La portata oraria è di 240 persone.